# Federação de Administrações Municipais
Gemeindeverwaltungsverband (plural: Gemeindeverwaltungsverbände) (em português literal seria uma federação ou coligação de administrações municipais) é uma subdivisão,  de direito público sem direito territorial da Alemanha, baseada na união voluntária de municípios de um mesmo distrito para reunir atribuicões diversas numa administração só. 
Gemeindeverwaltungsverbände existem nos estados de Baden-Württemberg, Saxônia-Anhalt e Saxônia. Em Saxônia-Anhalt e Saxônia esta entidade é denominada Verwaltungsverband (plural: Verwaltungsverbände) (português: federação ou coligação de administrações).
No direito administrativo brasileiro o instituto que mais se aproxima, sem ser exatamente igual, é o das "Regiões Metropolitanas" previstas na Constituição Federal em que vários municípios próximos, em torno de um maior, resolvem em conjunto problemas comuns, sem que haja um governo territorial próprio para a Região Metropolitana.